# アルトン・エリス
アルトン・ネヘミア・エリス（英: Alton Nehemiah Ellis OD, 1938年9月1日 – 2008年10月10日）
は、ジャマイカ出身の歌手、ソングライター、音楽プロデューサー、レーベル経営者。
ジャマイカで発祥したポピュラー音楽ジャンル、ロックステディを確立した音楽家の一人であることからゴッドファーザー・オブ・ロックステディと、またジャマイカにおけるリズムアンドブルース (R&B) 及びソウルミュージックの第一人者であることとその歌唱法からミスター・ソウル・オブ・ジャマイカという異名を持つ
。
1994年にはジャマイカ名誉勲章 を受章。2006年にはインターナショナル・レゲエ・アンド・ワールドミュージック・アワード殿堂 (the International Reggae And World Music Awards Hall Of Fame) 入り。

## 来歴

### 出生からデビューまで
アルトン・エリスは1938年、ジャマイカ・キングストンのゲットー・エリアであるトレンチタウン地区で生まれた。生家は音楽一家であり、幼い頃からピアノを習っていた。
エベニーザー・アンド・ボーイズ・タウン・スクール (Ebenezer and Boys' Town schools) に入学すると、音楽とスポーツ（特に卓球、クリケット、ボクシング）の非凡な才能を見せた。エリスは学校祭でミュージカル映画『皇太子の初恋』（1954年、アメリカ）の劇中歌を歌い、学友に喝采を浴びて以来歌うことに興味を持ち始めた。
1955年に学校を卒業後、『ヴェレ・ジョンズ・オポチュニティ・アワー (Vere Johns' Opportunity Hour)』というタレントショーに最初はダンサーとして、後に歌手として出場した。歌手転向後、プラターズやロスコー・ゴードン、シャーリー&リーのカバーソングを歌い数回の準優勝に輝いたエリスはプロの道に進むことを決意し、1957年に同郷の友人エディ・パーキンス (Eddie Perkins) とアルトン&エディ (Alton&Eddie) というデュオを結成する。

### アルトン&エディ

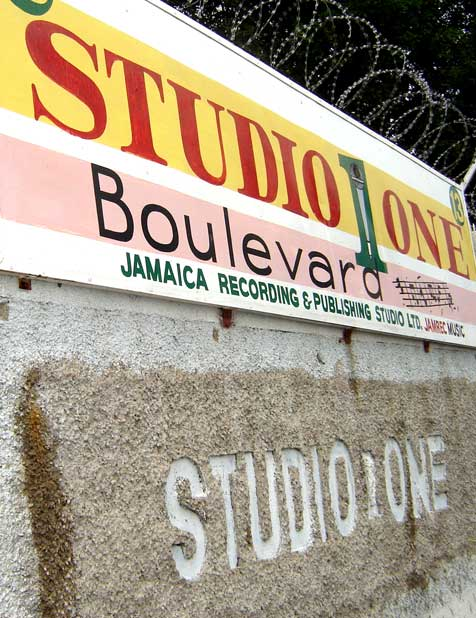
旧スタジオ・ワン・スタジオ外観（2009年撮影）

アルトン&エディは1957年から1960年にかけてコクソン・ドッドのワールディスク（後のスタジオ・ワン）やヴィンセント・チンのランディーズといったレーベルで数曲のR&Bを録音する。そのうちトレンチタウンの友人ジョージが作曲し1957年に録音され、1959年に発表されたラブソング「ミュリエル ("Muriel")」が彼らのデビュー作となり、ジャマイカとイギリスでヒットした。
なお「ミュリエル」はプロデューサーのコクソン・ドッドにとっての最初のヒット曲でもあり、録音時のミュージシャンであるジョニー・ムーア、ロイド・ニブ、ロイド・ブリヴェット、ローランド・アルフォンソらは、後に結成されるスカタライツの主要メンバーとなった。また、エリスは後年コンサートでこの曲を歌うときには「この曲が一番好きなんだ」というMCをしばしば入れていた。
アルトン&エディは「ミュリエル」の他に「マイ・ヘヴン ("My Heaven")」、「ララバイ・エンジェル ("Lullabye Angel")」、「アイ・ノウ・イット・オール ("I Know It All")」、「アイム・ネヴァー・ゴナ・クライ ("I'm Never Gonna Cry")」、「ユアーズ ("Yours")」の少なくとも5曲をドッドの元で、「マイ・ラヴ・ディヴァイン ("My Love Divine")」など数曲をランディーズで録音した。しかし、国際的ヒット曲となった「ミュリエル」に対して支払われたギャランティーがわずか15ポンドであったなど、ドッドから十分な報酬が受け取れなかったことに失望したエリスは、一時的に音楽の世界から離れ、キングストンの印刷会社スティーブンズ・プリンター社で2年間印刷工の仕事に就いた。エリスが音楽から離れている間、パーキンスはジャマイカのタレントショー『スター・イズ・ボーン ("A Star Is Born")』に優勝し、アメリカの人気テレビ番組『エド・サリヴァン・ショー』に出演する機会を得てアメリカに長期滞在したため、アルトン&エディのデュオは自然消滅となってしまった。

### フレイムス
エリスはデュオ解散後も印刷会社で働いていたが、歌手になるという夢を諦めきれず、ある日オーディションを受けるため会社を無断欠勤してしまう。エリスはこれを理由に印刷会社を解雇されてしまったが、それを期に音楽活動にさらに没頭するようになる。1964年ごろエリスはジョン・ホルトとのデュオを結成し、ランディーズへ「ラム・バンパー ("Rum Bumper")」など数曲を残した。しかしホルトはパラゴンズの新メンバーとして引き抜かれてしまったため、エリスとホルトとのコンビは短命に終わった。そのためエリスは弟のレスリーと、友人のノエル・"スカリー"・シムズ、ベイビーG、ロニーと共に新しいグループ、アルトン・エリス&ザ・フレイムス (Alton Ellis & The Flames) を結成、同時にスタジオ・ワンからデューク・リードのトレジャー・アイルへとレーベルを移籍し、「ドント・トラブル・ピープル ("Don't Trouble People")」、「ダンス・クラッシャー ("Dance Crasher")」、「クライ・タフ ("Cry Tough")」といった楽曲を発表し、ヒットさせた。この時期のジャマイカの音楽業界では性急なテンポを特徴とする新たなジャンル・スカが誕生し、ウェイラーズやプリンス・バスター、デリック・モーガンによる攻撃的なルードボーイ賛歌が人気を博していたが、アルトン・エリス&フレイムスによる上記楽曲群は彼らとは対照的に平和とアンチ・ルードボーイを訴えたものだった。
なお、レーベル移籍によって心機一転を計ったエリスであったが、金銭的には不遇なままであった。

### ロックステディの創始者として
エリスが1965年12月にトレジャー・アイルに録音した「ガール・アイヴ・ガット・ア・デート ("Girl I've Got a Date")」はテンポこそスカと同様のアップテンポだが、スカの特徴であるウォーキングベース（ベースが均等に4分音符を弾く奏法）ではなくシンコペーション感覚のあるベースラインがあり、その特有のフィーリングをもって最初のロックステディ楽曲の一つと広く認識されている。同楽曲が1966年にジャマイカのラジオチャート一位を獲得して以降、ジャマイカでは約2年間スカよりも遥かに遅いテンポと甘い雰囲気を持つ音楽ロックステディが流行したが、この2年間はエリスの黄金期と一致する。なお、このジャンル名自体も1966年にエリスが発表した「ロックステディ ("Rocksteady")」という楽曲に由来している。
この時期、エリスは自ら「（ロックステディの）最終到着地点」と評した「ブレイキング・アップ (イズ・ハード・トゥ・ドゥ)("Breaking Up (Is Hard To Do) ")」をはじめとする多くのオリジナル曲を発表したほか、タイロン・デイヴィス「キャン・アイ・チェンジ・マイ・マインド (Can I Change My Mind)」、ジーン・チャンドラー「デューク・オブ・アール（英語: Duke of Earl）」、ルーサー・イングラム「エイント・ザット・ラヴィン・ユー ("Ain't That Loving You")」、デルフォニックス 「ララは愛の言葉（英語: La-La (Means I Love You)）」、プロコル・ハルム「青い影」、チャック・ジャクソン「ウィロー・ツリー ("Willow Tree")」といった英米音楽のカバーや、フィリス・ディロンやヘプトーンズ、妹ホーテンスとのデュエットなど、ラブソングを中心に多彩な作品を発表した。
トレジャー・アイルでのエリスの人気ぶりに目をつけたコクソン・ドッドは好条件での再契約を申し入れ、1967年1月にこれを受け入れたエリスは、同年初頭にスタジオ・ワンのセッション・バンドであるソウル・ヴェンダーズとバッキングボーカルのケン・ブースを帯同し3ヶ月間イギリスに滞在、ツアーとレコーディングを行った。この時の録音はエリスのファースト・アルバム『シングス・ロック&ソウル ("Alton Ellis Sings Rock & Soul")』としてスタジオ・ワンから同年の内に発表された。しかし、このツアー後、再び金銭面でドッドと揉めたエリスは、腹いせにリン・テイト&ザ・ジェッツ、スーパーソニックスらとともに自らの異名を冠したアルバム『ミスターソウルオブ・ジャマイカ ("Mr Soul Of Jamaica")』を制作し、すぐにトレジャー・アイルから発表した。これを契約不履行として激怒したドッドはリードを相手取り訴訟を起こしたため、エリスは出廷を避けるためにアメリカ合衆国に逃亡した。3ヶ月後、エリスが自身の母親の訃報を受け帰国するとドッドの訴訟は取り下げられており、エリスはドッドと和解した。以後エリスはスタジオ・ワンとトレジャー・アイルという当時ライバル関係にあった2大レーベル双方で作品を発表できる数少ないアーティストの一人となった。

### レゲエ誕生後の活動

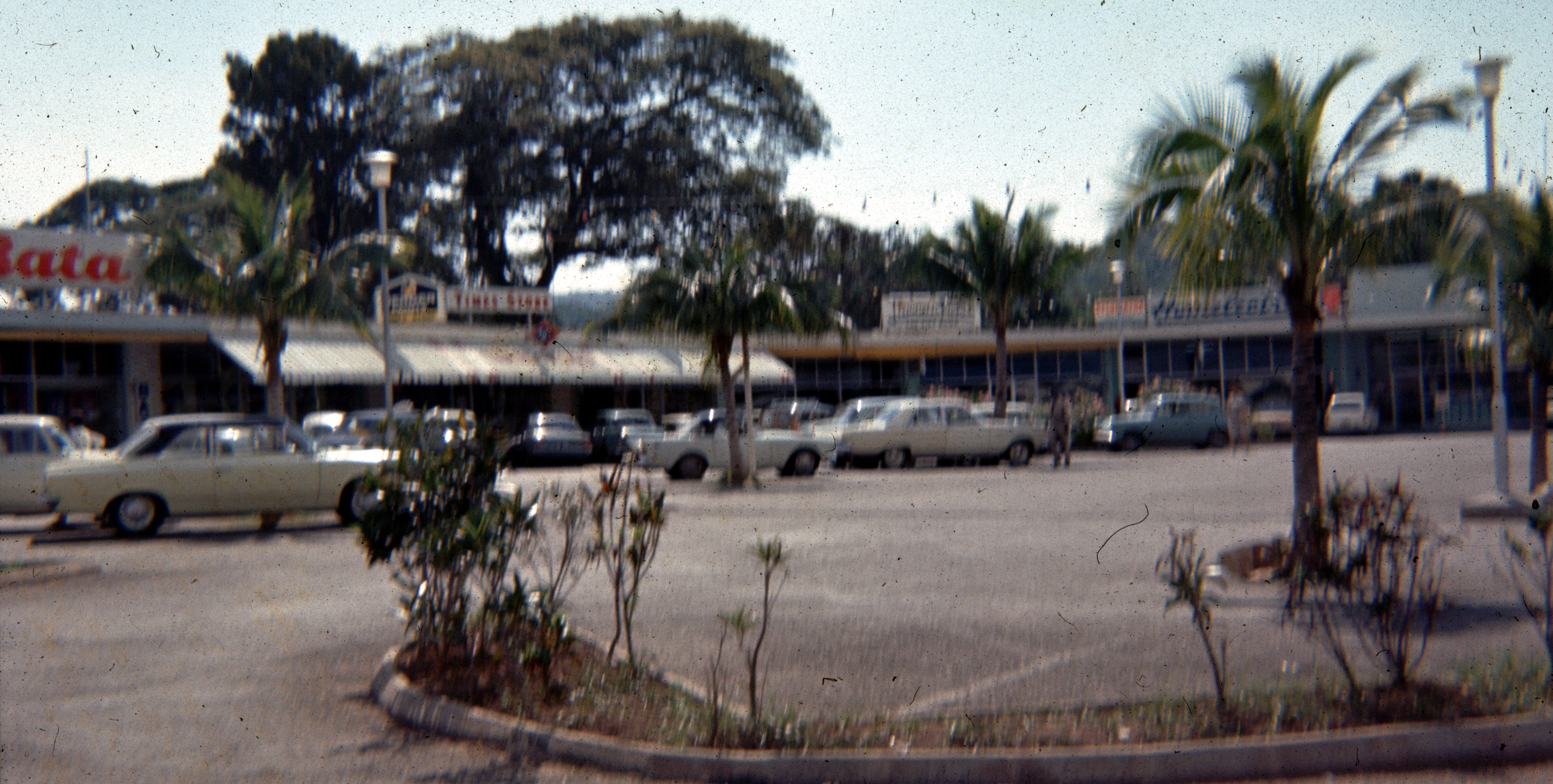
1968年のキングストン市リガニー

1967年から1968年にかけて新たな音楽ジャンルであるレゲエが誕生し、メッセージ性の高いプロテストソングやDJによるトースティングといった新しい音楽のスタイルが流行すると、ラブソングを得意としたエリスも作風を変化させ、1970年にはロイド・デイリーのマタダー・レーベル (Matador) から都市部での貧困を歌った「ロード・デリヴァー・アス ("Lord Deliver Us")」を、1971年にはスタジオ・ワンからアフリカ回帰を呼びかけた「バック・トゥ・アフリカ ("Back to Africa")」を発表し、それぞれをヒットさせた。
この時期、レゲエの誕生により音楽産業がさらに発展したジャマイカでは、新しいレーベルが多く誕生したため、エリスはドッドやリードだけではなく、キース・ハドソン、ソニア・ポッティンジャー、バニー・リー、ハーマン・チン・ロイといったプロデューサーとも録音を行った。さらにエリス自身も「エリス (Ellis)」レーベルを設立し、自らの「マイ・タイム・イズ・ライト・タイム ("My Time Is The Right Time")」や「ザ・メッセージ ("The Message")」をプロデュースした。

### 渡英
1967年の初渡英以来、エリスは定期的に渡英しイギリスのプロデューサーとも仕事をしていたが、3年をカナダで過ごした後、1972年からイギリス・ミドルセックス州ノーソルトに移り住み
、サウス・ロンドンに自らのレーベル兼レコード店オールトーン (All Tone) を設立した。
1977年にはトニー・ガッドの紹介で当時はまだ無名だったジャネット・ケイを見出し、ミニー・リパートン「ラヴィン・ユー」のラヴァーズ・ロック版カバーをプロデュースし、オールトーン・レーベルから発表。同楽曲は全英レゲエチャート1位を記録する大きなヒットとなった。
1980年代に入り、ダンスホールレゲエの時代になっても、エリスはキング・ジャミーやヘンリー・”ジュンジョ“・ローズ、シュガー・マイノットなどのプロデューサー達とレコーディングを行い、1982年にはビートルズ「アンド・アイ・ラヴ・ハー」のカバーを発表した。

### 晩年の活動
1990年代から2000年代には新曲の発表こそ減少したものの、ライブを中心に活発に活動した。
1994年には長年の音楽的功績を称えられ、ジャマイカ政府によってジャマイカ名誉勲章が授与された。
2001年にはフランスのバンドASPOとともにヨーロッパツアーを行い、その際のボルドー公演を録音したエリス唯一のライブ盤『ウィズASPO ("Workin' on a Groovy Thing")』を発表した。
さらに2002年には日本のバンドDreamletsと共演しアルバム『Lovely Place』を発表した。
2006年にはインターナショナル・レゲエ・アンド・ワールドミュージック・アワード殿堂入りを果たし、ニューヨーク市ハーレムのアポロシアターで記念式典に出席した。

### 闘病生活と死
2007年12月、エリスは悪性リンパ腫（血液のがん）と診断され、ロンドンの病院に入院した。しかし、化学療法と投薬治療が一定の効果を挙げ病状が安定したため、一ヶ月ほどで退院しライブを行うなどの音楽活動を再開した
。
2008年6月25日にはジャマイカ・キングストンの国立体育館で当時の情報・文化・青少年・スポーツ大臣オリビア・グランジの主催するコンサート「ゲット・レディ・トゥ・ロックステディ」に出演し、10曲を披露した。
しかし、エリスは同年8月のロンドン公演中に倒れ、ウェスト・ロンドンのハマースミス病院に再入院し、10月10日にがんのため死去した。
エリスの死に対し、グランジは「偉大なアルトン・エリスを弔うとき、ジャマイカのポピュラー音楽の発展における彼の記念碑的な貢献に感謝を表さずにはおれません」と弔意を述べた
。
11月3日、ジャマイカ・キングストン市ダウンタウン地区で葬儀が執り行われ、エリスの家族やジャマイカ政府関係者、ファン、さらにウィンストン・フランシス、ジョージ・ヌークス、トニー・グレゴリー、ケン・ブース、ジュディ・モワット、カーリーン・デイヴィスなど多くの音楽関係者が参列し、エリスに捧げる追悼ライブを行った。

## 影響

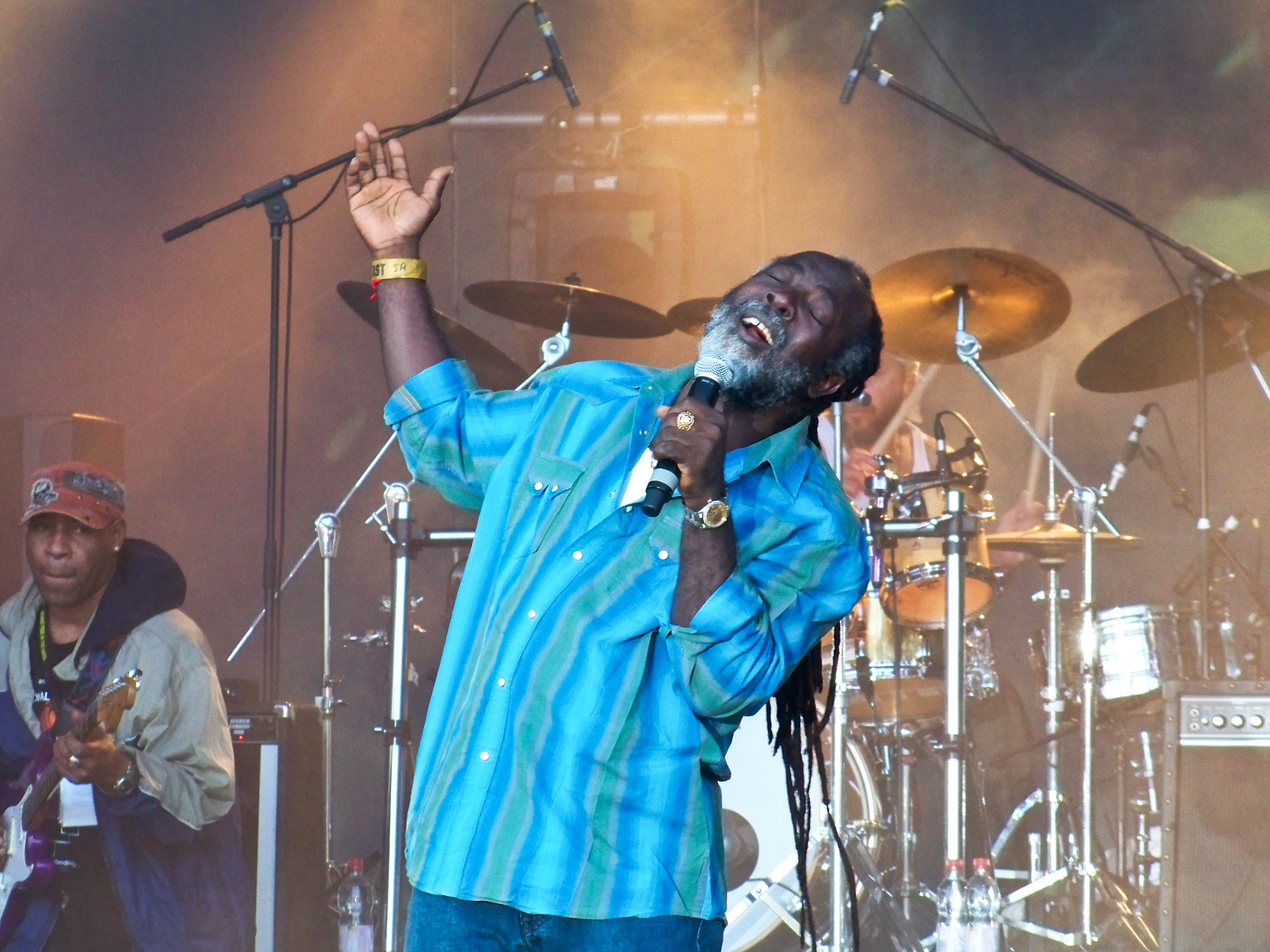
フレディ・マクレガー

特に1965年から1967年にかけてのロックステディ期におけるエリスの活動は、そのソウルフルかつ滑らかな歌唱法を受け継いだデニス・ブラウン、フレディ・マクレガー、シュガー・マイノットら多くのレゲエ歌手をはじめ、世界中の音楽家に影響を与えている。マクレガーは「私は彼を手本にして尊敬していました。いつもアルトン・エリスのように歌いたいと思っていました。デニス・ブラウンのことも尊敬していましたが、アルトンは別格でした」と語っている。
プリンス・バスターのヒット曲「Wreck A Pum Pum」はエリスが考えた冗談を基に制作されている。
2009年にはジャマイカの歌手ロメイン・ヴァーゴ (Romain Virgo) がエリスの曲「ブレイキング・アップ」、「エイント・ザット・ラヴィング・ユー」、「ウィロー・ツリー」をメドレーにした「アルトンズ・メドレー("Alton's Medley")」を発表した。

### ガール・アイヴ・ガット・ア・デート
エリスが1965年に発表した「ガール・アイヴ・ガット・ア・デート」は1969年、ハリー・J・オールスターズによって「リキデイター（英語: Liquidator）」としてカバーされ、全英シングルチャート9位を獲得するヒットとなった。同楽曲は2010年現在もイギリスのサッカークラブウルヴァーハンプトン・ワンダラーズFC、チェルシーFCの応援歌として演奏され続けている。また、同楽曲のヴァージョンは1970年には初のディージェイによるヒット曲として知られるU・ロイ「ウェイク・ザ・タウン ("Wake The Town")」にも使用された。さらに、アメリカ合衆国のゴスペル・ソウル・グループ、ザ・ステイプル・シンガーズが1972年6月3日にBillboard Hot 100チャート1位を獲得した楽曲「アイル・テイク・ユー・ゼア ("I'll Take You There")」も「ガール・アイヴ・ガット・ア・デート」のリフとメロディーを引用している。

### マッド・マッド・マッド
1967年の楽曲「マッド・マッド・マッド ("Mad Mad Mad")」のリディムはその後40年以上に亘って100以上のリメイク版が制作されており、特にヘンリー・ジュンジョ・ロウズが1981年にプロデュースしたイエローマン「ズングズンググズングゼン ("Zungguzungguguzungguzeng")」はジャマイカにおいて大きなヒット作となったと同時に、KRS・ワン「P・イズ・スティル・フリー ("P Is Still Free")」（1993年）、US3「アイ・ガット・イット・ゴーイン・オン ("I Got It Goin' On")」（1993年）、2パック「Hit 'Em Up」（1996年）、ブラックスター「ディフィニション ("Definition")」（1998年）など多くのヒップホップ楽曲でサンプリングされたりメロディーが引用されている。さらにレゲトンアーティストのテゴ・カルデロン「ボンサイ ("Bonsai")」（2003年）ではエリスのバージョンがそのまま引用されている。

### アイム・スティル・イン・ラヴ

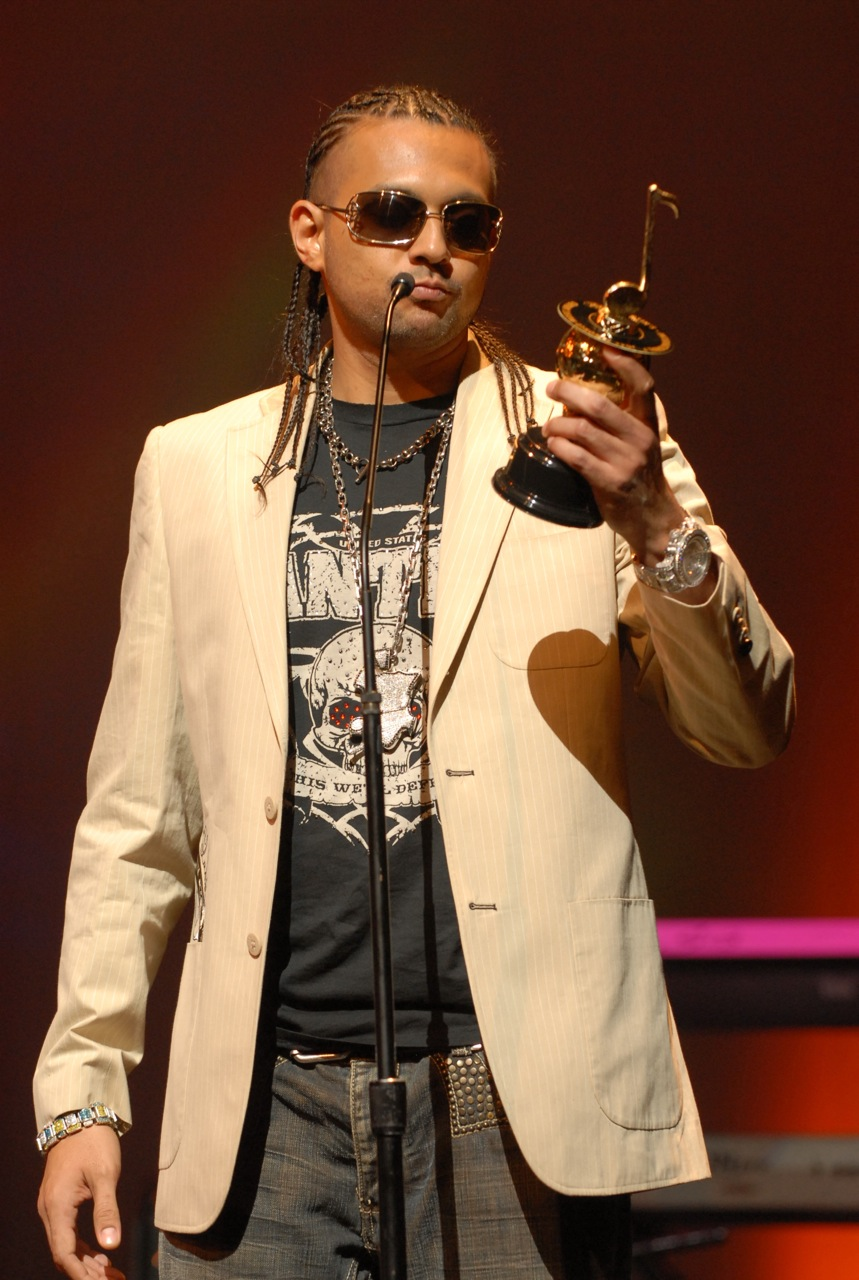
ショーン・ポール

また、同じく1967年の楽曲「アイム・スティル・イン・ラヴ ("I'm Still In Love")」及びそのリディムはトリニティ「スリー・ピース・スーツ ("Three Piece Suit")」、アルシェア&ドナ「アップタウン・トップ・ランキング ("Uptown Top Ranking")」（1978年、全英シングルチャート1位）、PUSHIM「Candy feat. UA」（2001年）、エイブズ・ブリーン「ホワット・ユー・ガット (":en:What You Got")」（2002年、全英シングルチャート4位）、ショーン・ポール「アイム・スティル・イン・ラヴ・ウィズ・ユー feat.サシャ ("I'm Still In Love With You feat. Sasha")」（2004年、Billboard Hot 100チャート14位、ビルボード・ホットシングルチャート3位）などの楽曲でカバー、リメイクまたはサンプリングされている。

## 評価

### 歌唱法について
ソウル・ミュージックの影響を受けたエリスの歌唱は高く評価されている。アメリカ合衆国の音楽評論家ロブ・キーナーは「アルトン・エリスのソウルフルなテナーはオーティス・レディングの荒々しさとサム・クックの滑らかさの両方を感じさせる」と、イギリスの音楽評論家サイモン・マーヴェリック・バックランドは「もしアルトンがアメリカで生まれていたら、カーティス・メイフィールド、スモーキー・ロビンソン、またはマーヴィン・ゲイのようなスーパー・スターになっていたに違いない」と評価している。

### ボブ・マーリーとの比較
エリスとデュオを結成していたジョン・ホルトを引き抜き、パラゴンズを結成したジャマイカの歌手ボブ・アンディが「ロックステディ時代はアルトン・エリスの声と詩に支配されていた」と語っているように、最も有名なロックステディ歌手であるエリスは、しばしば最も有名なレゲエ歌手であるボブ・マーリーと比較される。サイモン・マーヴェリック・バックランドは「彼はメッセージ・ソングもラヴ・ソングも歌うことができる完璧なアーティストだった。マーリーはメッセージ・ソングの第一人者として世界中に知られているが、アルトンはファンの心にいつも一番近いシンガーだった」と、自身もジャマイカからイギリスに移住し、そこで長年エリスとステージを共にしたディージェイのデニス・アルカポーンは「アルトンは当時のジャマイカではボブ・マーリーよりも大きな存在だった」「ボブも含めた（歌手仲間の）皆がアルトン・エリスのように歌えたらどんなにいいかと思っていた。アルトンが歌うときは全員が引っ込んで黙って聴いていたもんさ。なぜなら、アルトンが王者だったのだから」と証言している。

### 専門家が選ぶトップ10
|      | ケン・ブース          | バニー・グディソン   | イアン・ボーイン      | マーク・オッティノン      |
| ---- | --------------------- | -------------------- | --------------------- | ------------------------- |
| 1位  | Muriel                | Muriel               | Can I Change My Mind  | Blackman's Pride          |
| 2位  | I'm Still in Love     | Let 'em Try          | I'm Still in Love     | Breaking Up               |
| 3位  | Willow Tree           | Dance crasher        | I'll Never Love Again | Can I Change My Mind      |
| 4位  | Cry Tough             | Girl I've Got a Date | Baby I Love You       | Lord Deliver Us           |
| 5位  | Sunday Coming         | I'm Just a Guy       | What Does It Take     | Alton's Official Daughter |
| 6位  | I've Got So Much Love | I'm Still in Love    | So Much Love          | Too Late To Turn Back Now |
| 7位  | Dance crasher         | Willow Tree          | Can't Stop Now        | African Descendants       |
| 8位  | Baby I Love You       | Can I Change My Mind | Tumbling Tears        | I'm Just A Guy            |
| 9位  | I'm Just a Guy        | Cry Tough            | Ain't That Loving You | Cry Tough                 |
| 10位 | Rocksteady            | Rocksteady           | Willow Tree           | Dance Crasher             |

## 家族
2人の妻との間に20人の子供がいる。妹のホーテンス・エリス、弟のレスリー・エリスは歌手。弟のアーヴィン・エリスはスティールパン奏者。息子のノエル・エリスとクリストファー・エリス、娘のロヴェラ・エリス、孫のMYS3（ノエルの子）は歌手。甥のオーウェン・ブラッカ・エリス、アイティ・エリスはコメディアンである。

## ディスコグラフィ

### ソロアルバム
- Sings Rock and Soul (Studio One, 1967)
- The Best Of (Coxsone, 1969)
- Sunday Coming (Coxsone, 1970)
- Greatest Hits (Count Shelly, 1973)
- Mr Soul of Jamaica (Treasure Isle, 1974)
- Still in Love (Horse, 1977)
- Love to Share (Third World, 1979)
- Showcase (Studio One, 1984)
- Slummin' (Abraham, 198?)
- A New Day (Body Music, 1983)
- Daydreaming (Silver Camel, 1983)
- 25th Silver Jubilee (Sky Note, 1984)
- Continuation (All Tone, 1985)
- Jubilee Volume 2 (Sky Note, 1985)
- Here I Am (Angella, 1988)
- Family Vibes (All Tone, 1992)
- Cry Tough (Heartbeat, 1993) - 1973年のGreatest Hitsにエキストラトラックを追加して再発売したもの。
- Man From Studio One (All Tone, 1994)
- Change My Mind (Orchard, 2000)
- More Alton Ellis (T.P., 2001)
- Live with Aspo: Workin' on a Groovy Thing (Belleville International/Patate Records, 2001)
- Reggae Chronicles (Pickwick, Hallmark, 2006)

### デュエット
Heptonesとの共作
- Mr Ska Bean'a (Cha Cha, 1981)
- Alton Ellis Sings, Heptones Harmonise (1978–80) (Jet Star, 19??)

Wayne McGhieとの共作
- Wayne McGhie and the Sounds of Joy (Birchmount, Canada, 1970)

Hortense Ellisとの共作
- Alton & Hortense Ellis at Studio 1 (Heartbeat, 1990)

### コンピレーション
- All My Tears (1965–68) (Brook, 2006)
- Arise Black Man (1968–78) (Moll Selekta, 19??)
- Be True to Yourself (1965–73) (Trojan 2004)
- Get Ready for Rock Reggae Steady (1967–74) (Jamaican Gold, 1999)
- Many Moods of Alton Ellis (1978–80) (Tele-Tech, 1980)
- My Time Is the Right Time (1966–71) (Westside, 2000)
- Reggae Valley of Decision (197X) (House of Reggae, 1996)
- Soul Groover (Trojan, 1997)
- Reggae Max (Jet Star, 1997)
- The Duke Reid Collection (Rhino, 1999)
- Soul of Jamaica (Bianco, 2001)
- Studio One Soul (?Reissue, 2001)
- It Hurts Me So (Essential Gold, 2006)
- Reggae Chronicles (Hallmark, 2006)
- Muriel (All Tone, 2007)
- Story of Mister Soul (Jahslams, 2009)

## 出演

### 映画
- 『Cool Runnings: The Reggae Movie』（1983年公開、 アメリカ合衆国、Robert Mugge監督）
- 『ラフン・タフ 〜永遠のリディムの創造者たち〜』（2006年公開、 日本、石井“EC”志津男監督）